# Saurauia crassisepala
Saurauia crassisepala är en tvåhjärtbladig växtart som beskrevs av D.D. Soejarto. Saurauia crassisepala ingår i släktet Saurauia och familjen Actinidiaceae. Inga underarter finns listade i Catalogue of Life.